# Henrique VI de Scinawa e Zágan
Henrique VI, cognominado O Primogénito (em polonês/polaco:  Henryk VI Starszy) (n. antes de 1345 – f. 5 de Dezembro de 1393) foi duque de Żagań-Głogów a partir de 1368 (com os irmãos como co-governantes até 1378). 
Henrique VI era o filho primogénito de Henrique V , Duque de Żagań-Głogów, e de Ana, filha do duque Venceslau de Płock. 

## Vida
Após a morte do pai, Henrique VI, já com cerca de 24 anos, começa por governar conjuntamente com os seus dois irmãos mais novos,  Henrique VII e Henrique VIII. O ducado passava por uma crise financeira. Para ultrapassar esta situação, os filhos de Henrique V reduziram as suas despesas ao mínimo. Cada um deles recebeu apenas 150 multas em dinheiro e não possuíam mias de 20 cavalos. Esta situação foi agravada como resultado da constante interferência do Imperador Carlos IV nos assuntos internos dos ducados da Silésia. Seguindo as instruções do Imperador, em 1375 as principais cidades de Góra, Głogów and Ścinawa foram divididas com o Reino da Boémia. 
Entre 1376-1377 Henrique VI envolveu-se num conflito com os mosteiros de Zágan, cujos bens foram uma rica fonte dos cofres do Ducado. Em 1378, o ducado foi dividido em três partes. Henrique VI. como primogénito, escolheu primeiro. Ele escolheu a parte do Ducado mais a norte, incluindo a capital, Zágan. Para além de Zágan, Henrique VI ficava também, dentro da parte que escolhera, Krosno Odrzańskie, Nowogród Bobrzański e Świebodzin. 
A 10 de Fevereiro de 1372 Henrique VI casou-se com Edviges de Legnica (n. cerca de 1351 - f. 1 de Agosto de 1409), filha do duque Venceslau I de Legnica. A união não teve sucesso, pois a única filha que tiveram faleceu prematuramente. Após esta morte, Henrique e Edviges separaram-se: Edviges permaneceu em Zágan, enquanto que Henrique se mudou para Krosno Odrzańskie. Henrique VI deixou também todos os seus bens à sua esposa. 
Durante a sua estadia em Krosno Odrzańskie, Henrique devotou principalmente a Contemplação e a Ascese. Ele foi o único dos filhos de Henrique V que se reconciliou com os mosteiros de Zágan.
Henrique VI faleceu a 5 de Dezembro de 1393, com cerca de 48 anos. Ele foi sepultado numa igreja em Żagań. A viúva de Henrique, Edviges, governou Żagań, Krosno Odrzańskie e Świebodzin até 1403, quendo finalmente deu as suas terras a Henrique VIII, o irmão mais novo de Henrique VI.